# Paula Rego
Paula Rego plným jménem Dame Maria Paula Figueiroa Rego (26. ledna 1935 Lisabon – 8. června 2022 Londýn) byla portugalská malířka a grafička žijící v Londýně. Ve svých výpravných obrazech, založených na konkrétním příběhu, často čerpala inspiraci z portugalských pohádek a legend i vlastních vzpomínek na dětství. Námětem jejích maleb byly ženy, jejich životní osudy a vztahy. Charakteristickými rysy jejího osobitého stylu jsou neobvyklé proporce postav, zkreslená perspektiva a znepokojivá atmosféra.

## Životopis
Narodila se v Lisabonu jako jediné dítě bohatých rodičů. Otec byl elektroinženýr, přesvědčený antifašista a anglofil. V roce 1936 odjel s manželkou do Anglie, kde mnu bylo nabídnuto výhodné místo a dceru nechali v Portugalsku v péči babičky. Pro Paulu byla babička důležitou osobností jejího života. Vzpomínky na tradiční lidové zvyky a prostředí, v němž vyrůstala, se odrazily v její pozdější tvorbě. Po návratu rodičů byla Paule ve věku tří let diagnostikována tuberkulóza a rodina se kvůli jejímu zdraví přestěhovala do přímořského města Estoril, kde trávila léto v rybářské vesnici Ericeira. V letech 1945–1951 navštěvovala soukromou anglickou školu St Julian's poblíž Lisabonu.
Roku 1952 odjela do Anglie, kde ji rodiče zapsali na prestižní uměleckou školu (The Slade School of Fine Art) v Londýně.  Tam se seznámila se svým budoucím manželem Victorem Willingem.  Byl o sedm let starší, ženatý a patřil mezi uznávané malíře své generace. Od roku 1957 spolu žili v Portugalsku (Ericeira) a roku 1959 uzavřeli manželství. Otec Regové jim koupil dům v londýnské čtvrti Camden a od roku 1962 žili manželé střídavě v obou zemích. Po smrti otce v roce 1966 převzali dohled na rodinnou firmou v Portugalsku, ale po změně politických poměrů v důsledku karafiátové revoluce o ni přišli. Paula Regová s manželem a třemi dětmi se v roce 1976 natrvalo vrátila do Londýna.
Paula Regová poprvé představila veřejnosti svá díla v roce 1962 na společných výstavách umělecké skupiny The London Group. V roce 1965 měla první samostatnou výstavu v Lisabonu. V dalších letech se zúčastnila několika výstav v obou zemích, ale své umělecké aktivity omezila kvůli péči o nemocného manžela. Victor Willing trpěl roztroušenou sklerózou, která byla příčinou jeho smrti v roce 1988.
Roku 1988 jí byly uspořádány retrospektivní výstavy v Lisabonu (nadací Calouste Gulbenkian) a Londýně (v galerii Serpentine). V roce 1990 byly v Národní galerii v Londýně vystaveny dva cykly jejích prací. První byla série obrazů a tisků na téma dětských říkánek a ukolébavek (Nursery Rhymes), druhou představovala velkoformátová plátna inspirovaná tvorbou renezančního malíře Carla Crivelliho (Crivelli’s Garden). 

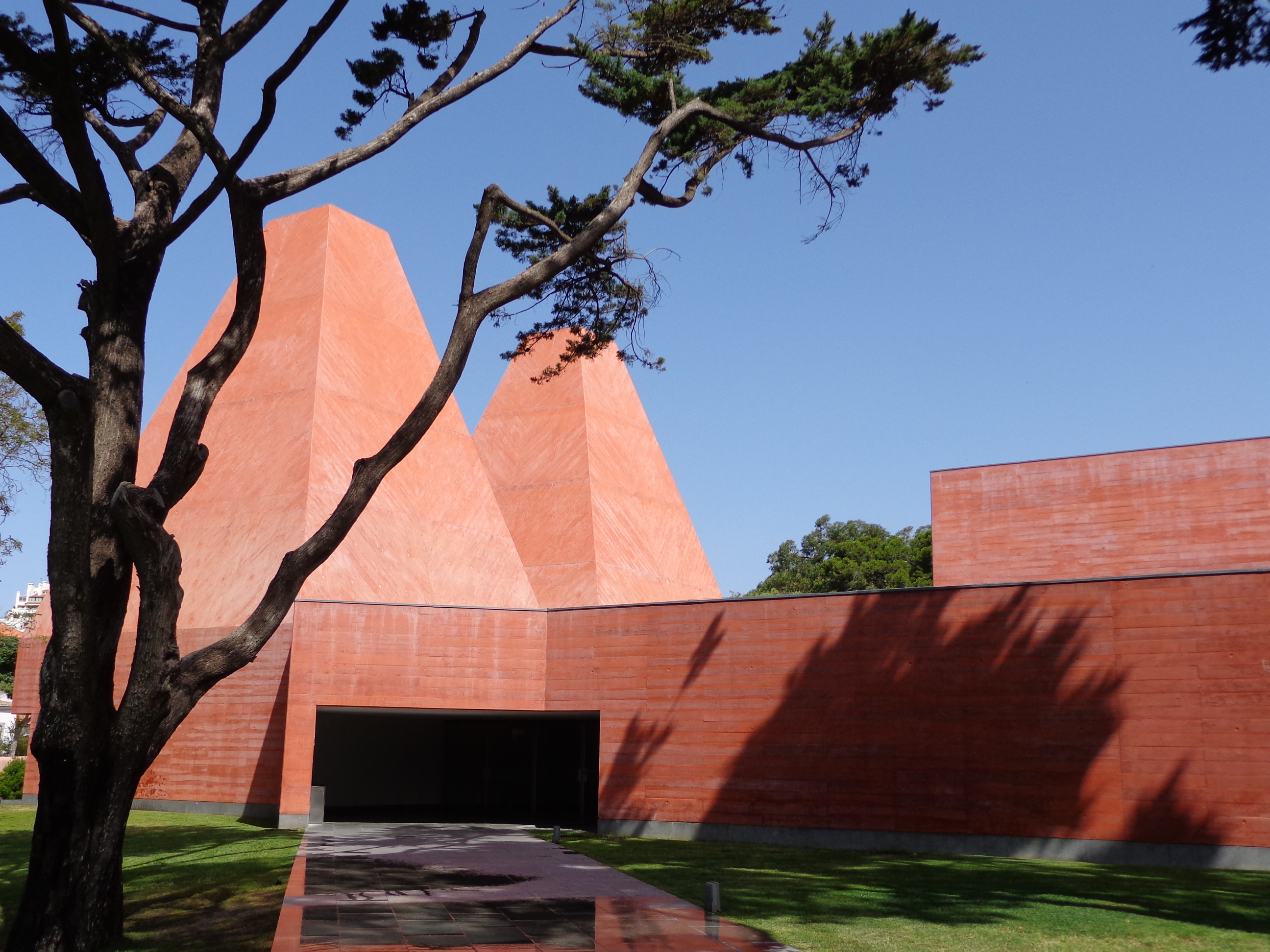
Casa das Histórias Paula Rego v Cascais

Od počátku 21. století byla díla Pauly Regové zastoupena na mnoha výstavách v Evropě i Americe. Její práce je možné vidět v galeriích a soukromých sbírkách po celém světě.
Paula Regová získala za svou práci mnohá ocenění, včetně doktorátů z několika anglických univerzit a čestného doktorátu Univerzity v Lisabonu (2011). V roce 2004 byla vyznamenána portugalským řádem svatého Jakuba od meče a britská královna Alžběta II. jí v roce 2010 udělila Řád britského impéria za zásluhy na poli umění spojený s užíváním titulu Dame.  V roce 2019 získala od portugalské vlády medaili za zásluhy v kultuře.
V roce 2009 bylo v portugalském městě Cascais otevřeno umělecké centrum Casa das Histórias Paula Rego, kde jsou trvale vystavena její díla. Její syn Nick režíroval v roce 2017 dokument BBC o své matce Paula Rego: Secrets and Stories.
Paula Rego zemřela po krátké nemoci 8. června 2022 v Londýně.

## Tvorba

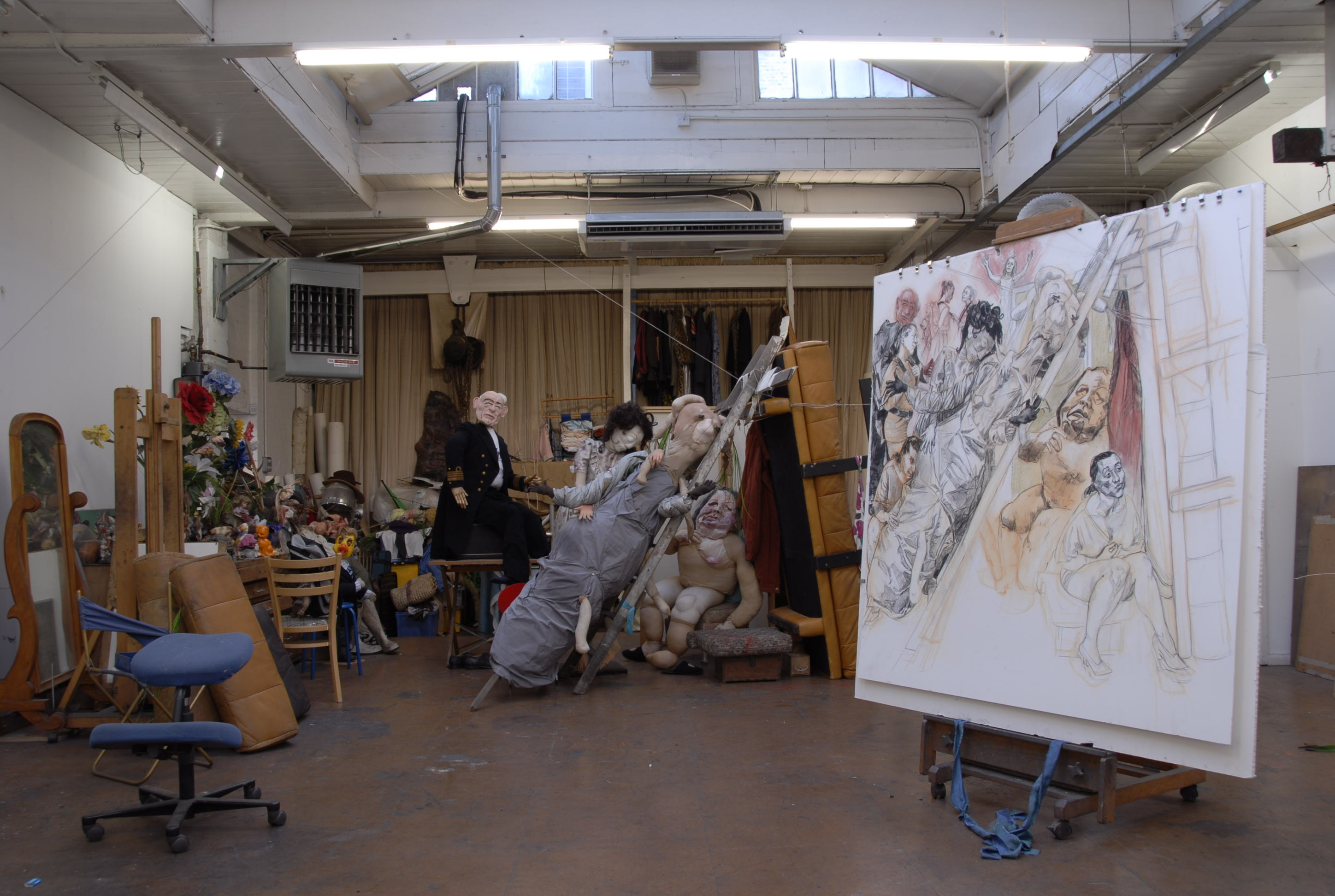
ateliér Pauly Regové v roce 2007

V jejích prvních obrazech, například Always at Your Excellency's Service (Vždy k vaším službám, Excelence) z roku 1961 je patrný vliv surrealismu, zvláště pak díla Joana Miró. V tomto období používala i techniku koláže. Její tvorba se blížila k abstraktnímu expresionismu, jak je vidět na obrazu Salazar Vomiting the Homeland (1960), který je reakcí na podmínky panující za režimu diktátora Salazara v Portugalsku. Prostřednictvím svých obrazů se vyrovnávala i s osobními problémy způsobenými manželovou nemocí. Vztahy mezi mužem a ženou zobrazila v sérii kreseb, v nichž lidské postavy nahradila zvířaty. Tyto drobné scény ze života jsou provokativní, vtipné, ale někdy i bolestné.
Styl Regové se změnil kolem roku 1986, když byla jako první ze současných umělců vyzvána, aby během dvou let vytvořila dílo navazující na sbírku Národní galerií v Londýně (Associate Artist Scheme).  V jejím stylu začala dominovat jasná kresba a modelace pevných ženských postav. Obrazy vyprávějí příběhy viděné ženským pohledem. Nesou v sobě skrytou symboliku a vyzařují tajemnou atmosféru, působící dojmem magického realismu. Příkladem je obraz Tanec (The Dance) z roku 1988  nebo Policistova dcera (The Policeman’s daughter) z roku 1987. Díla Pauly Regové jsou trvale vystavena v londýnské galerii Tate. Pro své rozměrné obrazy Regová téměř výhradně používala akrylové barvy.
Na přelomu století se v tvorbě Regové objevily ve větší míře autobiografické prvky. Začala malovat podle modelů, kterými jsou často členové rodiny nebo ona sama. Jsou to postavy žen v reálném světě, v různých životních situacích (Germaine Greer, 1995). Jedním z důležitých témat v životě a tvorbě Pauly Regové bylo postavení žen ve společnosti a jejich právo na potrat. Nesouhlasila s kriminalizací žen kvůli potratům a svůj názor veřejně projevila i ve svém díle. V roce 1998 vytvořila cyklus prací dokumentujících nelegální potraty (triptych Abortion protest).
Cyklus kreseb s ženskou postavou (Dog Women, 1994), která svými pozicemi připomíná chování psa vyjadřuje její vnímání ženy ve vztahu k mužskému světu. Namísto akrylových barev začala používat pastel, někdy v kombinaci s vodovými barvami. Žena je hlavním námětem její další série pastelů s názvem Pštrosí tance (Dancing Ostriches) z roku 1995, která byla inspirována filmem Fantazie Walta Disneyho.  Regová patřila mezi několik umělců pověřených vytvořením uměleckých děl ke stému výročí kinematografie v Británii. Zvířata v Disneyho filmech nahradila robustními ženami, které působí neohrabaně a těžkopádně.
Od počátku 21. století Regová vytvářela velké tematické vícedílné seriály a grafické práce, jako je například cyklus litografií podle románu Jana Eyrová od Charlotte Brontëové.
Regová ve svých obrazech často reagovala na aktuální události, jak o tom svědčí například pastel Válka (War) z roku 2003. Bezprostředním podnětem jeho vzniku byla novinová fotografie z války v Iráku. Svými typickými prostředky, jako jsou dívčí postavy s hlavou králíků nebo dětské hračky, které se opakují v celém jejím díle, vyjadřovala pocit znepokojení a strachu.

## Výběr samostatných výstav
- Sociedade Nacional de Belas-Artes, Lisabon (1965)
- Galeria São Mamede, Lisabon (1971)
- AIR Gallery, Londýn (1981)
- Arnolfini, Bristol (1983)
- The Art Palace, New York (1985)
- Retrospektivní výstava, Nadace Calouste Gulbenkian, Lisabon (1988)
- Serpentine Gallery, Londýn (1988)
- Nursery Rhymes, Marlborough Graphics Gallery, Galeria III and Galeria Zen (1989), the Cheltenham Literary Festival (1993), Cardiff Literature Festival (1995) a the University Gallery, University of Northumbria v Newcastle (1996)
- Příběhy z Národní galerie, National Gallery, London (1991)
- Paula Rego, Tate Gallery Liverpool (1997)
- Veřejné tajemství (Open Secrets) – Kresby a lepty Pauly Rego, University Art Gallery, University of Massachusetts, USA (1999)
- Paula Rego in Focus, Tate Britain (2004)
- Paula Rego, Museo Nacional Centro de Arte Reina Sofía, Madrid (2007)
- Tajemství a příběhy (Secrets and Stories), Casa das Histórias, Cascais
- Poslušnost a vzdor (Obedience and Defiance) Scottish National Gallery of Modern Art v Edinburghu (2019-2020)
- Paula Rego: Retrospektiva, Tate Britain, Londýn (2021)[10]